# Французька брама (Туніс)

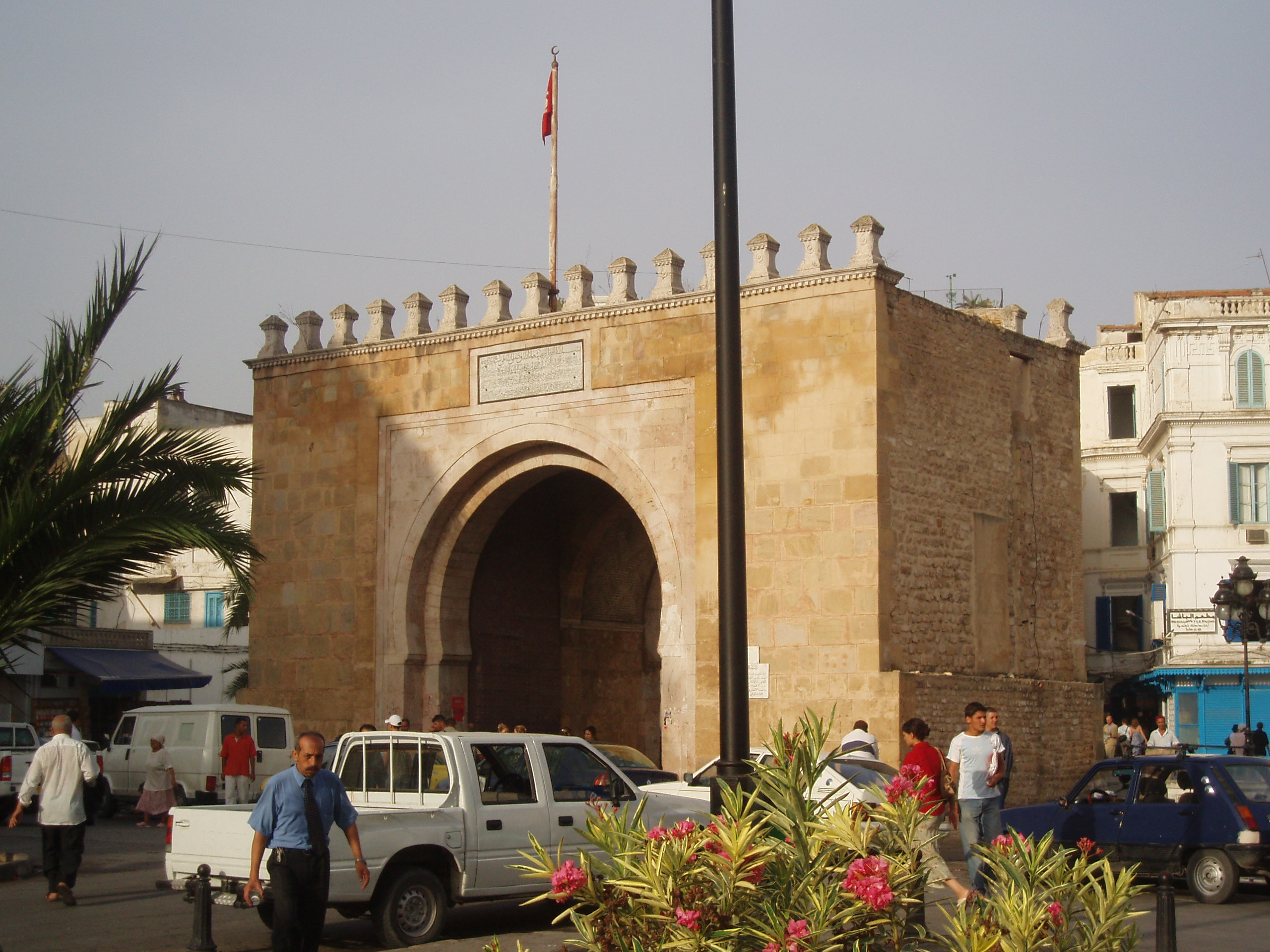
Французька брама, Туніс, 2006

Французька брама (фр. Porte de France) або Баб-Б'гар (араб. باب البحر Bab B'har, фр. Porte de la mer «Морська брама») — історична брама у столиці Тунісу місті Туніс; міська історико-архітектурна пам'ятка. 
Французька брама розташована в самому серці туніської столиці — на площі Перемоги (фр. Place de la Victoire).
Баб-Б'гар або «Морська брама» бере свою історію та назву від брами Хафсидів, яка розділяла туніську медину і затоку. 
За доби французького протекторату брама почала називатися Порт-де-Франс (фр. Porte de France), тобто «Французька брама». У теперішній час вона, як і раніше, в цілому зберігає свій загальний вигляд від 1848 року, і не виявляє особливої оригінальності, якщо не окремі деталі порталу та декорованого залізного покриття.

## Джерело-посилання
- Історичні місця та пам'ятки (міста Туніс) на www.commune-tunis.gov.tn (Сайт, присвячений місту Туніс) (фр.)